# School of International and Public Affairs
School of International and Public Affairs (SIPA) är en del av Columbia University i New York och erbjuder påbyggnadsutbildningar på Masters-nivå i internationella relationer och offentlig förvaltning.
SIPA grundades 1948 för att svara mot ett behov av arbetskraft välutbildad i internationella frågor, och flera av de akademiker som var med och byggde upp utbildningen i New York var samtidigt även aktiva i uppbyggnaden av FN:s organisation. Skolan hette då ”School of International Affairs” (SIA) och utbildningen i offentlig förvaltning tillkom 1977.
Undervisningen ägde den första tiden rum i äldre byggnader på Columbias campus i Morningside Heights, men inrymdes 1971 i en ny 15 våningar hög byggnad vid Amsterdam Avenue, the International Affairs Building, med adressen W420 118th Street. Fastigheten inrymmer bland annat en samlingssal som heter ”The Dag Hammarskjöld Lounge”.
SIPA har drygt 16 000 elever från 150 länder. Ungefär hälften av dess cirka 1 200 studenter är amerikaner och resten kommer från andra länder.

## Utbildningsprogram (2013)
- Master of International Affairs (MIA)
- Master of Public Affairs (MPA)
- Program in Economic Policy Management (PEPM)
- Executive Master of Public Policy and Administration (EMPA)
- MPA in Environmental Science and Policy
- MPA in Development Practice
- Ph D in Sustainable Development i samarbete med Earth Institute

Var och en av utbildningarna har i sig olika inriktningar. En MIA-examen kan t.ex. inriktas mot en s.k. ”concentration” eller ”specialization” såsom ”International Finance and Economic Policy”, ”International Security Policy” eller ”International Conflict Resolution”. Studenterna kan också välja att specialisera sig mot en viss region, t.ex. Östeuropa eller Afrika.

## Svenskar som studerat på School of International and Public Affairs (urval)
- Gunnar Lund, f d statssekreterare och ambassadör vid Sveriges ambassad i Paris
- Carl Magnus Nesser, ambassdör vid Sveriges ambassad i Tel Aviv
- Ivar Ekman, producent och programledare på Sveriges Radios program ”Konflikt”